# Rollandia microptera
Rollandia microptera là một loài chim trong họ Podicipedidae.